# Warnolepka
Warnolepka (lit. Varnalaukis) − wieś na Litwie, w rejonie wileńskim, 1 km na północ od Awiżenii, zamieszkana przez 12 ludzi. 
W II Rzeczypospolitej zaścianek Warnolepka należał do powiatu wileńsko-trockiego w województwie wileńskim.